# Gösta Ekström
Pehr Gustaf "Gösta" Ekström, född 29 augusti 1882 i Karlstad, död 21 december 1949 i Hedvig Eleonora församling i Stockholm, var en svensk uppfinnare och ingenjör.
Gösta Ekström var son till konsistorienotarien Per Ludvig Ekström (1847–1922) i Karlstad,och tillhörde släkten Ekström från Gävle. Efter studier i Darmstadt och diplom som kemiingenjör där 1906 värvades han av Stora Kopparbergs bergslags aktiebolag i syfte att framställa etanol. Ekström kom då på ett sätt att framställa sprit från sågspån, och på grund av hans uppfinning bildades Skutskärs sulfitfabrik i närheten av Skutskärs Bruk, där de med Ekströms metod och brukets avfall började tillverka den första fabriksmässiga sulfitspriten i världen. Från 1913 var Ekström verkställande direktör vid AB Ethyl för sulfitsprittillverkning som bildades på hans initiativ. Där började de experimentera med att använda sprit för motordrift. 
Sedan Erik Johan Ljungberg, chefen för Stora Kopparbergs bergslags AB, visionerat om spritmotorer, bildade Gösta Ekström bolaget AB Spritmotorer år 1918, dit Gustaf Eriksson knöts för tillverkningen och som teknisk ledare. 1922 bytte företaget namn till Svensk Sprit. Vid den ekonomiska krisen på 1930-talet, och efter påtryckningar från nykterhetsrörelsen och bönder, tvingades dock företaget läggas ner. Företaget ingår numera i Kemetylprodukter AB (känt som tillverkare av T-Röd).
1950 tilldelades han postumt Ekmansmedaljen av Svenska Pappers- och Cellulosaingeniörsföreningen. Gösta Ekström är begravd på Östra kyrkogården i Karlstad.